# 井坂康志
井坂 康志（いさか やすし、1972年（昭和47年）- ）は、日本の経営学者・社会情報学者。ものつくり大学教授、NPO法人ドラッカー学会共同代表。

## 経歴
埼玉県加須市（旧・大利根町）出身。國學院大學栃木高等学校を経て、早稲田大学政治経済学部卒業。東京大学大学院人文社会系研究科社会情報学専攻博士課程単位取得退学。博士（商学）。
東洋経済新報社を経て、現在ものつくり大学教養教育センター教授（ドラッカー経営学研究室）、図書館・メディア情報センター長。早稲田大学法学部非常勤講師。2005年5月、ピーター・ドラッカーに外国人編集者として最後となるインタビューを行う。同年、上田惇生とともにドラッカー学会（現・NPO法人）を創立、現在佐藤等とともに共同代表。他に、一般財団法人石橋湛山記念財団研究員、神奈川県相模原市大規模事業評価委員会委員、埼玉県加須市行政経営懇談会委員等。

## 著書
- Peter F. Drucker's Next Management: New Institutions, New Theories and Practices, Dirk Baeker et al., eds., Sordon, Verlag 共著（2010年5月）
- 『ドラッカー入門 新版――未来を見通す力を手にするために』上田惇生共著、ダイヤモンド社（2014年8月）
- 『ドラッカー――人・思想・実践』三浦一郎共編著、文眞堂（2014年10月）
- 『ドラッカー流「フィードバック」手帳』かんき出版（2016年5月）
- 『P.F.ドラッカー――マネジメント思想の源流と展望』文眞堂（2018年9月）
- 『ドラッカー×社会学――コロナ後の知識社会へ』多田治共著、公人の友社（2021年5月）
- 『Drucker for Survival――未来を大きく変えるドラッカーの問い』日本能率協会マネジメントセンター（2021年9月）
- 『人間と経営――私たちはどこへ向かうのか』共著、経営学史学会監修・上林憲雄編著、文眞堂（2021年12月）
- Translating and Incorporating American Management Thought into Japan: Impacts on Academics and Practices of Business Administration (Translational Systems Sciences, 30) , Izumi Mitsui et al., eds., Springer 共著（2022年10月）
- 『大学的埼玉ガイド――こだわりの歩き方』責任編集、ものつくり大学教養教育センター編、昭和堂（2024年11月）
- 『ピーター・ドラッカー――「マネジメントの父」の実像』岩波新書（2024年12月）
- （詩集）『古道』CATパブリッシング（2021年9月）
- （詩集）『レオノーレ』CATパブリッシング（2022年7月、初版［私家版］2017年7月）
- （詩集）『ヨベルの年』CATパブリッシング（2022年11月）

## 受賞
経営学史学会賞・著書部門奨励賞（2019年度）

## 翻訳書
- 『ドラッカーに学ぶ自分の可能性を最大限に引き出す方法』ブルース・ローゼンステイン著、上田惇生監訳、ダイヤモンド社（2011年3月）
- 『ドラッカー――教養としてのマネジメント』ジョゼフ・マチャレロ、カレン・リンクレター著、阪井和男・高木直二共訳、日本経済新聞出版（2013年3月）
- 『ドラッカーと私――経営学の父とテキサスの企業家の魂の交流』ボブ・ビュフォード著、NTT出版（2015年10月）
- 『アメリカは内戦に向かうのか』バーバラ・ウォルター著、東洋経済新報社（2023年3月）
- 『ハーフタイム――「成功」から「意義」へ人生をシフトする』ボブ・ビュフォード著（飯島延浩解説）、東洋経済新報社（2024年8月）
- 『緊縮資本主義――経済学者はいかにして緊縮財政を発明し、ファシズムへの道を開いたのか』クララ・Ｅ・マッテイ著（中野剛志解説）、東洋経済新報社（2025年7月）